# 安克大学
安克大学（英語：Anchor University），是位于尼日利亚西南部拉各斯州伊帕贾阿约博的私立大学，其由深层生命圣经教会所有。

## 历史
2013年，安克大学开始建设。2014年，大学正式成立，由深层生命圣经教会所有。2016年11月2日，学校获得尼日利亚大学委员会（英語：Nigerian University Commission）正式批准开学。

## 学院
安克大学分为三个学院：
- 人文学院
- 自然和应用科学学院
- 社会和管理科学学院

## 项目/专业
- 人文学院[7]
  - 历史与外交研究学士
  - 英语和文学研究学士
  - 基督教宗教研究学士
  - 法语学士

- 社会和管理科学学院[7]
  - 会计学学士
  - 工商管理学士
  - 经济学学士
  - 政治学学士
  - 大众传播学学士
  - 国际关系学学士
  - 银行与金融学学士

- 自然和应用科学学院[7]
- 生物学学士
- 微生物学学士
- 生物化学学士
- 数学学士
- 计算机科学学士
- 物理学学士
- 化学学士
- 工业化学学士
- 信息技术学士
- 生物技术学士
- 物理学与电子学学士
- 应用地球物理学学士
- 地质学理学学士